# Caballo blanco (mitología)

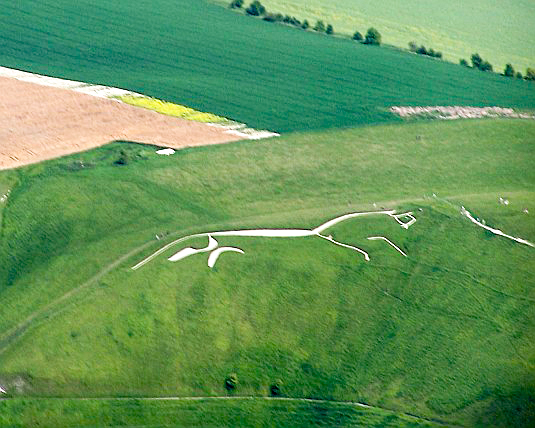
El caballo blanco de Uffington, en Inglaterra, es una figura sobre una colina con una antigüedad de 3,000 años.

Los caballos blancos (que son los caballos menos frecuentes entre todos los colores de caballo) poseen un significado especial en las mitologías de diversas culturas del mundo. A menudo se los asocia con la muerte, (tanto en sus expresiones como yegua y como potro), o muerte, aunque también existen otras interpretaciones. Tanto los auténticos caballos blancos y los más comunes caballos grises, con pelajes de un solo tono, han sido identificados por diversas religiones y tradiciones culturales como de color "blanco".

## Su rol en los mitos

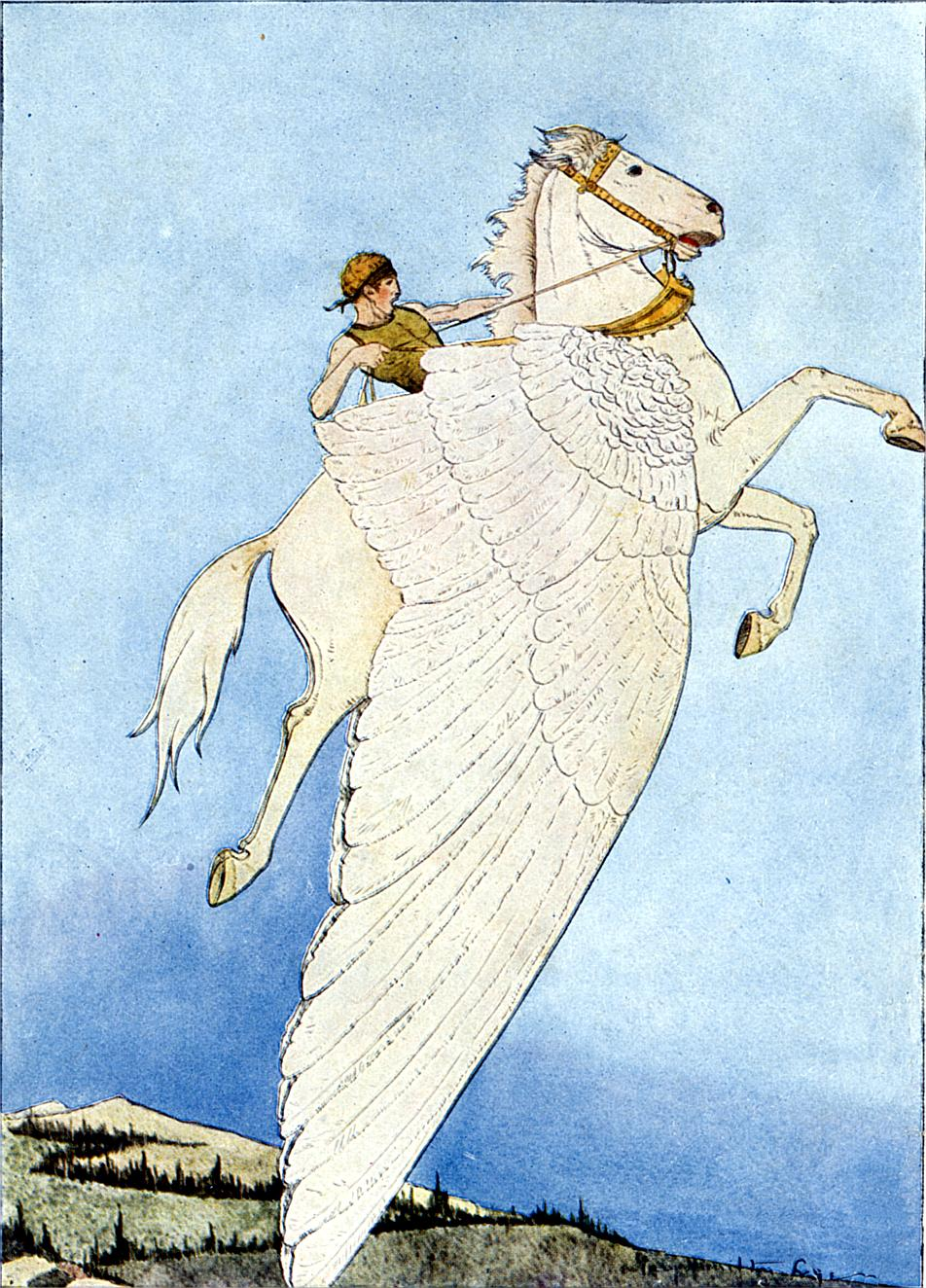
Belerofonte montando a Pegaso.

Desde tiempos antiguos a los caballos blancos se les han conferido propiedades excepcionales como parte de diversos mitos, trascendiendo el mundo común por ejemplo alas (como en el caso de Pegaso de la mitología griega), o cuernos (como en el caso del unicornio). Como parte de esta dimensión legendaria, el caballo blanco en los mitos puede ser presentado con múltiples cabezas (Uchaishravas por ejemplo tiene siete) u ocho patas (Sleipnir), a veces en grupos o solos. Existen caballos blancos que poseen propiedades adivinatorias, que dan una alerta cuando se aproxima un peligro.
Como un símbolo raro o distinguido, un caballo blanco por lo general asume el rol de héroe o figura sagrada o del triunfo sobre fuerzas negativas. Heródoto cuenta que los caballos blancos eran considerados animales sagrados en la corte aqueménida de Jerjes el Grande (que gobernó entre el 486 al 465 a. C.), mientras que en otras tradiciones sucede justo lo contrario al ser sacrificado a los dioses.
En más de una tradición, los caballos blancos son montados por los santos patronos, el salvador del mundo al final de los tiempos (como en el caso del hinduismo, cristianismo, e Islam), se lo asocia con el sol o un carro solar (Osetia) o manifiesta su existencia mediante un acto fantástico, surgiendo del mar o de un rayo.
Aunque algunas mitologías son historias que se remontan a creencias antiguas, otros relatos, considerados visionarios o metafóricos, se encuentran en fuentes litúrgicas como parte de tradiciones que se han preservado y aún se veneran.

## Distintas tradiciones

### La tradición cristiana

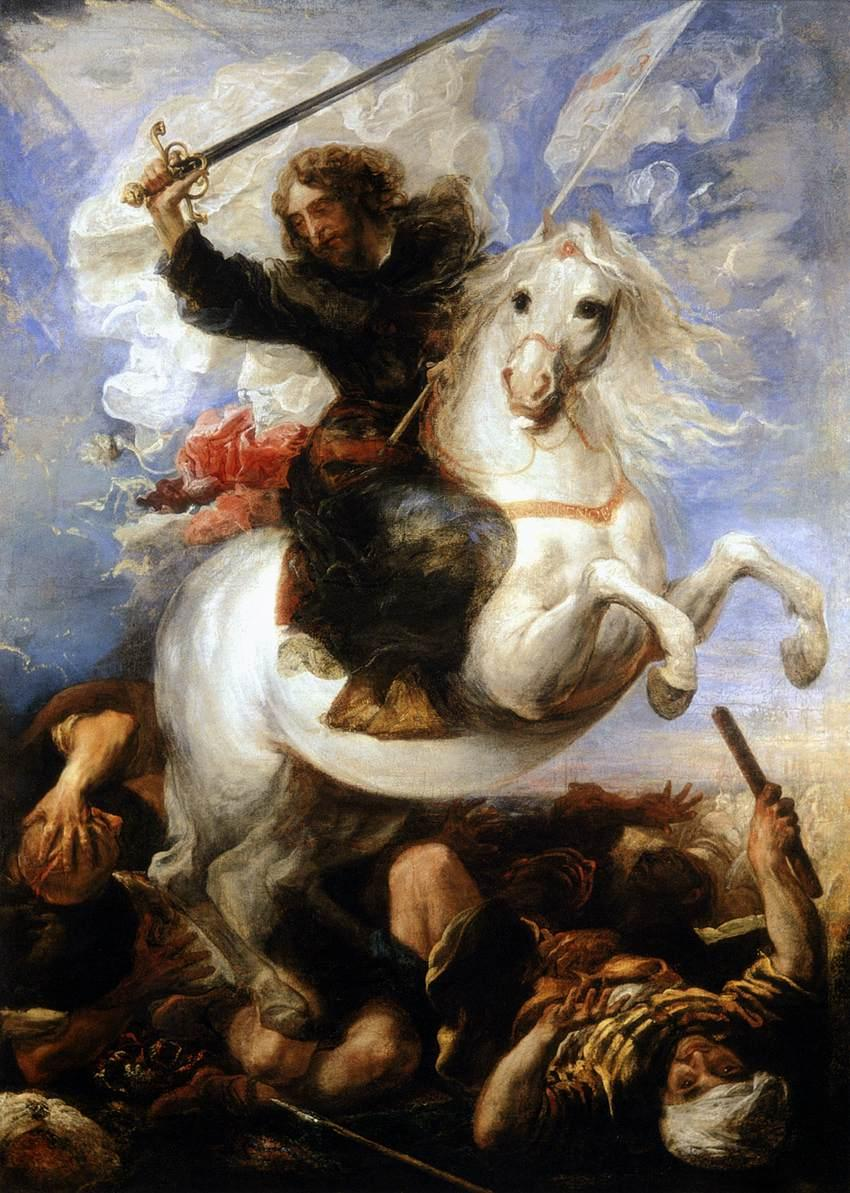
El apóstol Santiago el Mayor montando un caballo blanco.

En el Nuevo Testamento, los Cuatro Jinetes del Apocalipsis incluyen a uno cabalgando sobre un caballo blanco y otro sobre un caballo pálido, el que lleva a la Muerte. Se cree que la traducción griega de pálido podría ser más bien gris o negro verdusco más que blanco. En el Libro de las Revelaciones, Cristo monta sobre un caballo blanco mientras se encuentra al frente de los ejércitos del cielo.
Dos santos cristianos están asociados a monturas blancas: Santiago el Mayor, como patrón de España, cabalga sobre un caballo blanco mientras lucha en la guerra. La imagen a caballo de Santiago ha sido profusamente usada en el arte como defensor de España, y se hace alusión a él cómo partícipe en la Reconquista. Al ser el santo al que se encomendaban los ejércitos de España durante la conquista de América, los indios lo adoptaron como suyo al creer que Santiago era un dios mucho más poderoso que los suyos. Esto llevó a la expansión de la imagen del caballo blanco de Santiago por toda Hispanoamérica. 
San Jorge, el patrón de los jinetes también es representado montando un caballo blanco. Gesta Francorum contiene una descripción del Sitio a Antioquía durante la Primera Cruzada en la que se apareció San Jorge montando en caballo blanco.